# 芸術家小説
芸術家小説（げいじゅつかしょうせつ）とは、芸術家を主人公にした小説である。
プッチーニのオペラ『ラ・ボエーム』の原作となった、アンリ・ミュルジェールの『ボエーム』（仏: Scenes de la vie de Boheme、英: Bohemians of the Latin Quarter）などは有名である。

## 主要な作品
- ルートヴィヒ・ティーク - 『フランツ・シュテルンバルトの遍歴』
- ヴァッケンローダー - 『芸術を愛するある修道士の心情の吐露』、『芸術についての幻想』
- E.T.A.ホフマン - 『牡猫ムルの人生観』
- アンリ・ミュルジェール - 『ボエーム』
- トーマス・マン - 『ヴェニスに死す』、『ファウストゥス博士』
- オー・ヘンリー - 『最後の一葉』
- サマセット・モーム - 『月と六ペンス』
- カズオ・イシグロ - 『浮世の画家』、『充されざる者』
- 芥川龍之介 - 『地獄変』
- 大江健三郎 - 『宙返り』

| スタブアイコン | サブスタブ | この項目は、まだ閲覧者の調べものの参照としては役立たない、文学に関連した書きかけの項目です。この項目を加筆・訂正などしてくださる協力者を求めています（P:文学、PJ:ライトノベル）。項目が小説家・作家の場合には{Writer-substub}を、文学作品以外の本・雑誌の場合には{Book-substub}を貼り付けてください。 |